# Mitte (Stadtbezirk in Hannover)
Mitte ([mɪtə] ⓘ) ist der 1. Stadtbezirk in der niedersächsischen Landeshauptstadt Hannover. Er hat 38.270 Einwohner (18.983 Frauen und 19.287 Männer) und besteht aus den Stadtteilen Mitte (11.412 Einwohner), Calenberger Neustadt (7.641 Einwohner), Oststadt (14.196 Einwohner) und Zoo (5.021 Einwohner) (Stand 31. Dezember 2022)

## Mitte
Der Stadtteil Mitte liegt innerhalb des Cityrings (Brühlstraße – Leibnizufer – Friedrichswall – Aegidientorplatz – Marienstraße – Hamburger Allee – Berliner Allee – Arndtstraße – Schloßwenderstraße – Königsworther Platz), im Süden erweitert um den Maschpark mit dem dort befindlichen Neuen Rathaus.

### Altstadt

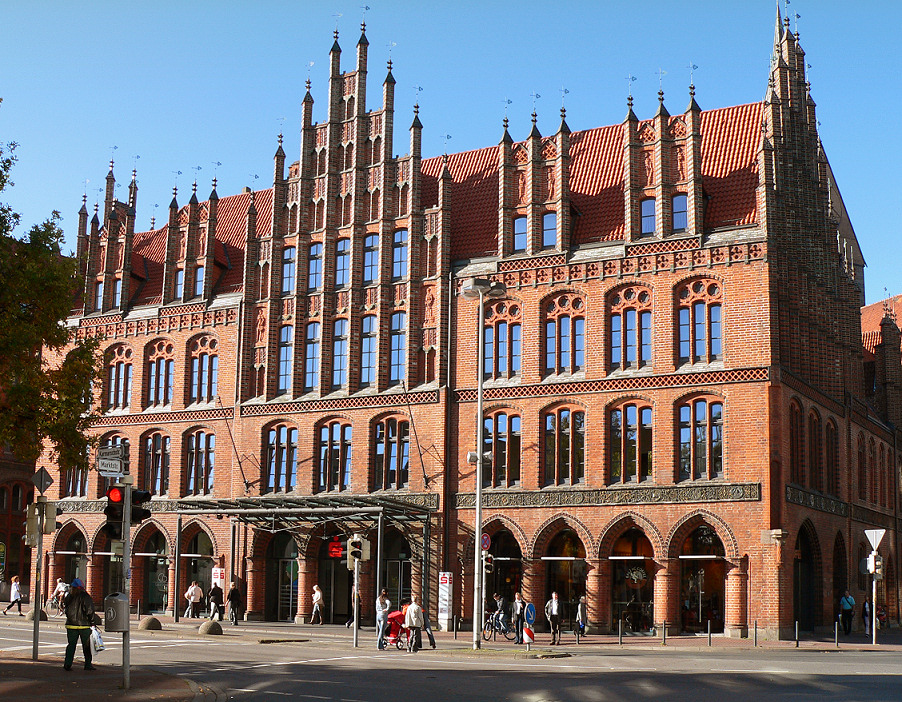
Altes Rathaus

Die historische Altstadt Hannovers befand sich im Bereich zwischen Leine, Friedrichswall, Georgstraße und Goethestraße. Durch die Bombardierungen im Zweiten Weltkrieg wurde die historische Altstadtbebauung fast vollständig zerstört. Lediglich im Bereich Kramerstraße (z. B. Broyhanhaus) und Burgstraße (u. a. ältestes Fachwerkhaus der Stadt) blieben einige Fachwerkhäuser erhalten oder wurden nach hier transloziert. Die im Krieg zerstörte Aegidienkirche wurde nicht wieder aufgebaut, ihre Ruine dient heute als Mahnmal für die Opfer von Kriegen und Gewalt.

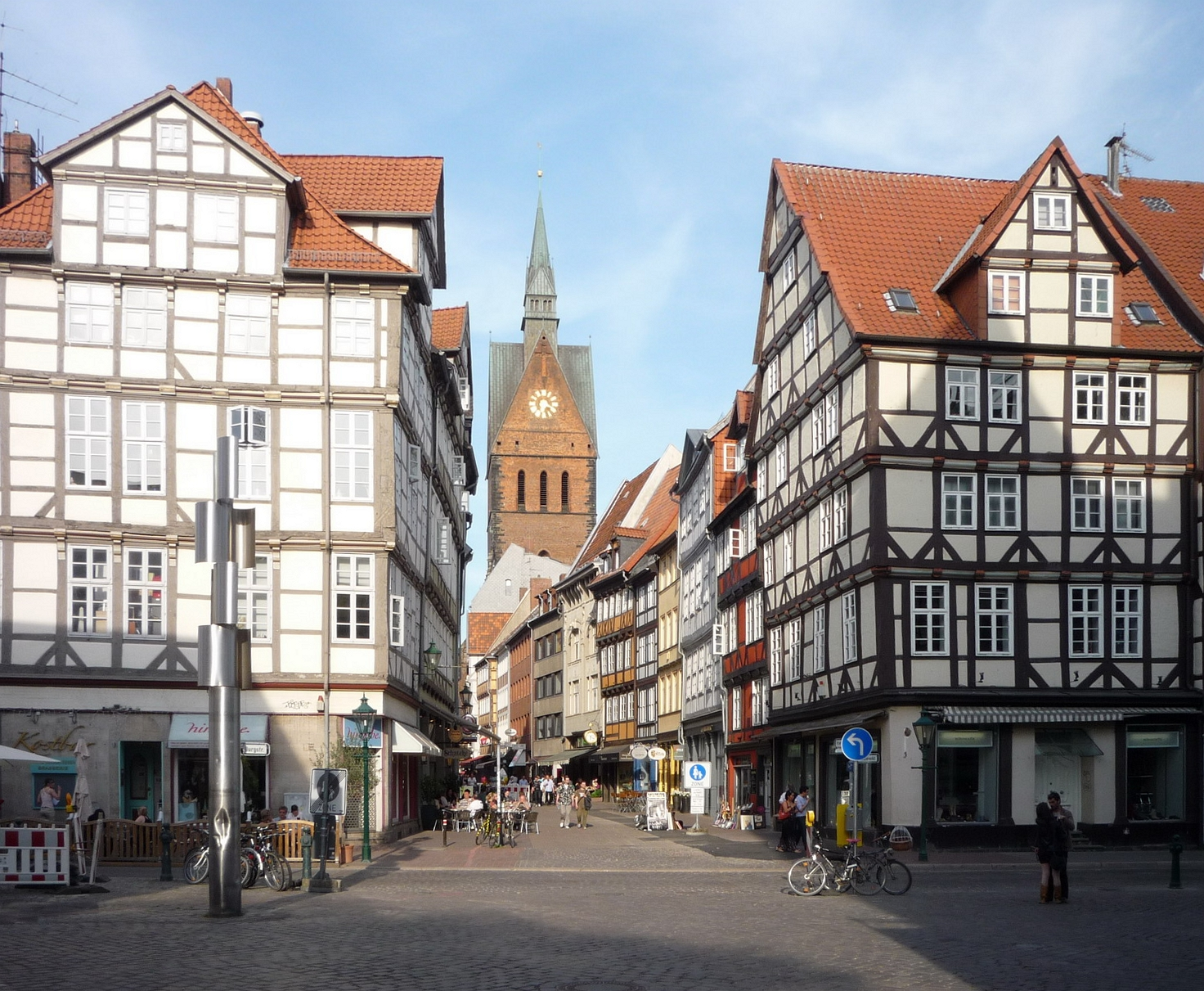
Burg-, Kramerstraße und Holzmarkt

Prägende historische Bauten der Altstadt sind unter anderem die Marktkirche, das Alte Rathaus, das Seilwinderhaus und der Ballhof. Im Leineschloss am Hannah-Arendt-Platz residiert heute der Niedersächsische Landtag. In das 1966 vom Architekten Dieter Oesterlen entworfene Historische Museum am Hohen Ufer wurden Reste der historischen Stadtmauer sowie der Beginenturm integriert.
Das Kreuzkirchenviertel rund um die Kreuzkirche wurde nach dem Krieg völlig neu konzipiert und im Stil der 1950er Jahre erbaut.
Die Altstadt wird geprägt durch vielfältige gastronomische Angebote. Seit über 40 Jahren findet samstags am Hohen Ufer der Altstadt-Flohmarkt statt. Die Markthalle als „Bauch von Hannover“ bietet auf 4000 m² an 73 Ständen ein reichhaltiges Angebot an Lebensmitteln und Gastronomie.

### Weitere Stadtviertel

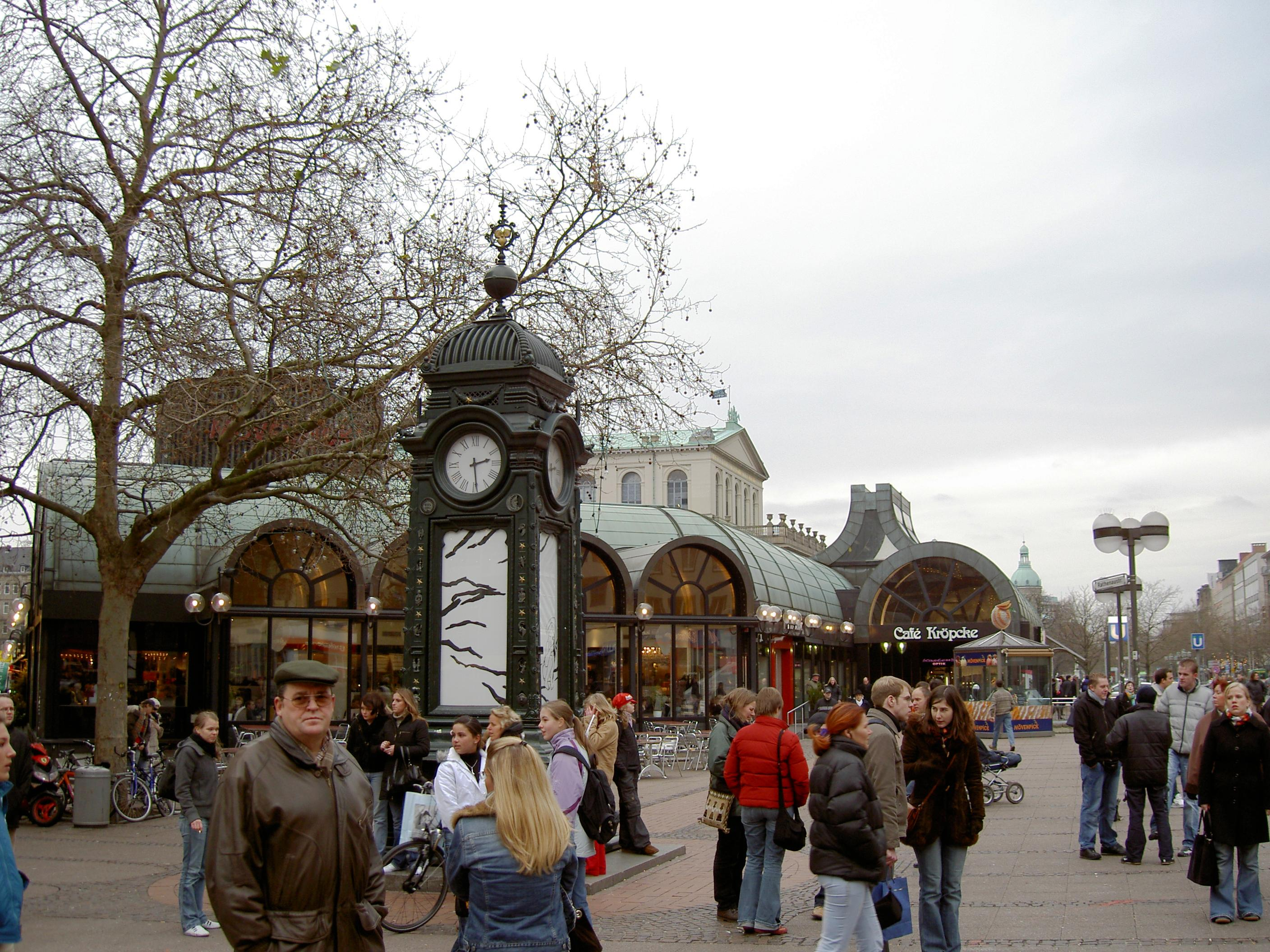
Treffpunkt Kröpcke

Zwischen Georgstraße und der Eisenbahn wurde Mitte des 19. Jahrhunderts von Laves die Ernst-August-Stadt angelegt. Infolge des U-Bahn-Baus wurden große Bereiche der Innenstadt im Bereich Kröpcke, Georgstraße, Georgsplatz und Bahnhofstraße zur Fußgängerzone. Die U-Bahn-Station Kröpcke ist die wichtigste Station der Stadtbahn Hannover.
In unmittelbarer Nähe befinden sich das Opernhaus, das Schauspielhaus und weitere kulturelle Veranstaltungsorte.
Die Bahnhofstraße mündet im Ernst-August-Platz, dem Vorplatz des Hauptbahnhofes. Im Oktober 2008 öffnete nordwestlich des Hauptbahnhofs die Ernst-August-Galerie, ein dreistöckiges ECE-Einkaufszentrum mit Fachgeschäften, Dienstleistungs- und Gastronomiebetrieben.
Ein kleineres Einkaufszentrum ist das Ernst-August-Carrée, das ab den 2000er Jahren in einem historischen Gebäudekomplex entstand, der der Deutschen Bundesbahn lange als Verwaltungsgebäude gedient hatte.
Die Anfang des 19. Jahrhunderts nordwestlich der Stadt Hannover bestehende Steintor-Gartengemeinde wurde 1829 in die Ortschaften Königsworth, Schloßwende, Nordfeld, Fernrode, Vorort, Ostwende, Bütersworth und Westwende gegliedert. 1843 wurde sie zusammen mit den sechs Ortschaften der Aegidientor-Gartengemeinde (Kirchwende, Bult, Kleefeld, Heidorn, Tiefenriede und Emmerberg) zur Vorstadt Hannover vereinigt und 1859 nach Hannover eingemeindet.
Auf dem Klagesmarkt fand am 31. März 1979 mit etwa 100.000 Teilnehmern die bis dahin größte Anti-Atom-Demonstration und bis heute größte Demonstration Niedersachsens statt.  Es war die Abschlusskundgebung des eine Woche zuvor im Wendland gestarteten Gorleben-Trecks mit rund 500 Traktoren.
Der früher zur Oststadt gehörende Bereich zwischen Hamburger und Berliner Allee sowie der Eisenbahn wurde nach dem Zweiten Weltkrieg im Zuge der Neuanlage des Cityrings dem Stadtteil Mitte zugeordnet. Im 19. Jahrhundert waren hier im Zuge der Stadterweiterung die Vororte Fernrode (der Bereich nordwestlich der Alten Celler Heerstraße, der heutigen Lister Meile) und Bütersworth (der Bereich südöstlich davon) entstanden. Am oder in der Nähe des Raschplatzes befinden sich das Land- und das Amtsgericht Hannover, ein Cinemaxxkino, das Kino am Raschplatz, Discos und Bars. Der Zentrale Omnibusbahnhof wurde 2013/14 neben seinem bisherigen Standort neu errichtet. Die U-Bahn-Station Hauptbahnhof ist eine der wichtigsten Stationen der Stadtbahn.
Das Warmbüchenviertel (historische Bezeichnung Kirchwende) befindet sich zwischen den Straßen Schiffgraben, Marienstraße und Berliner Allee. Namensgebend sind die Straßen Warmbüchenstraße und Warmbüchenkamp. Das Stadtviertel ist geprägt von Versicherungen und anderer Bürobebauung, zugleich ist es ein zentrumsnahes Wohnquartier.

## Calenberger Neustadt

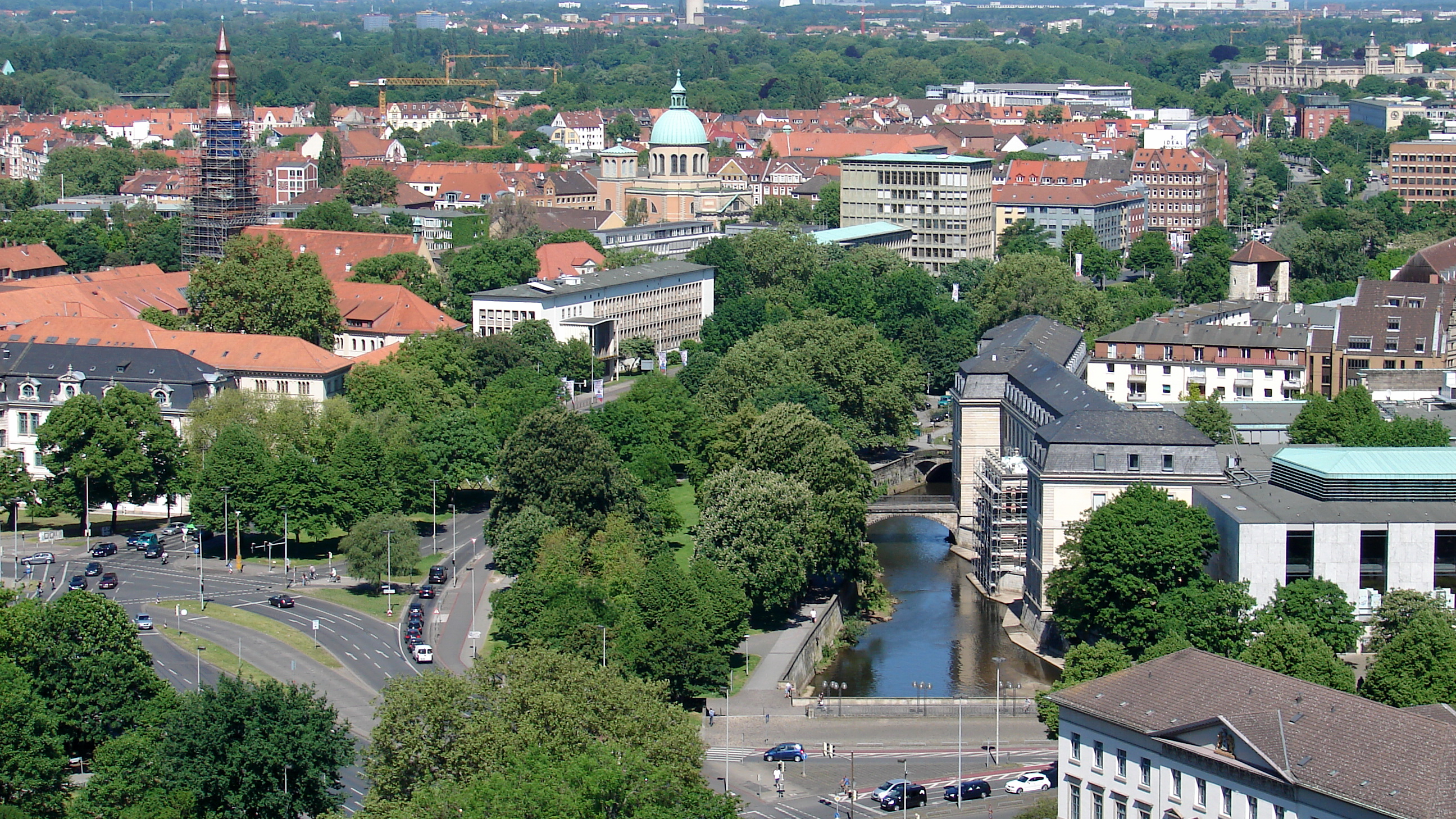
Die Calenberger Neustadt mit Neustädter Kirche und Basilika St. Clemens

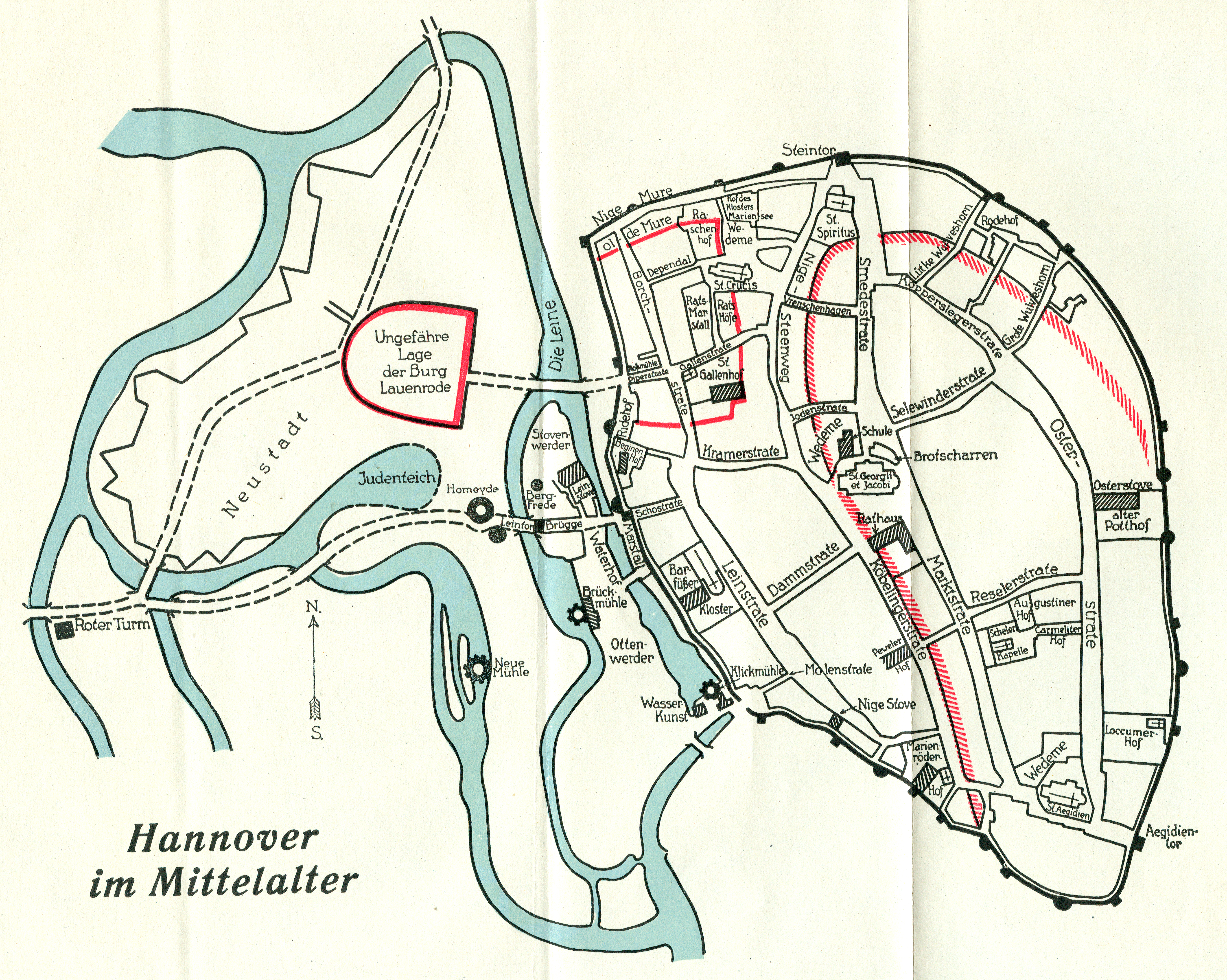
Stadtplan Hannover als Skizze „Hannover im Mittelalter“; die erst später erbaute Neustadt (links) hatte noch mehrere Leinearme – und Mühlen wie etwa die Brückmühle;
1924 von Karl Friedrich Leonhardt in seinem Artikel „Straßen und Häuser im alten Hannover“ in den Hannoverschen Geschichtsblättern

Der heutige Stadtteil besteht neben der historischen Calenberger Neustadt aus den früheren Ortschaften Königsworth, Ohe und Glocksee. Leine, Ihme und Schneller Graben bilden die Stadtteilgrenze, im Norden abgerundet durch die Brühlstraße und den Bremer Damm als Zubringer des Westschnellwegs. Entlang der Leine bildet die Hauptverkehrsachse Leibnizufer die Grenze zum Stadtteil Mitte, so dass der Flohmarkt vollständig in dessen Bereich liegt.

### Calenberger Neustadt

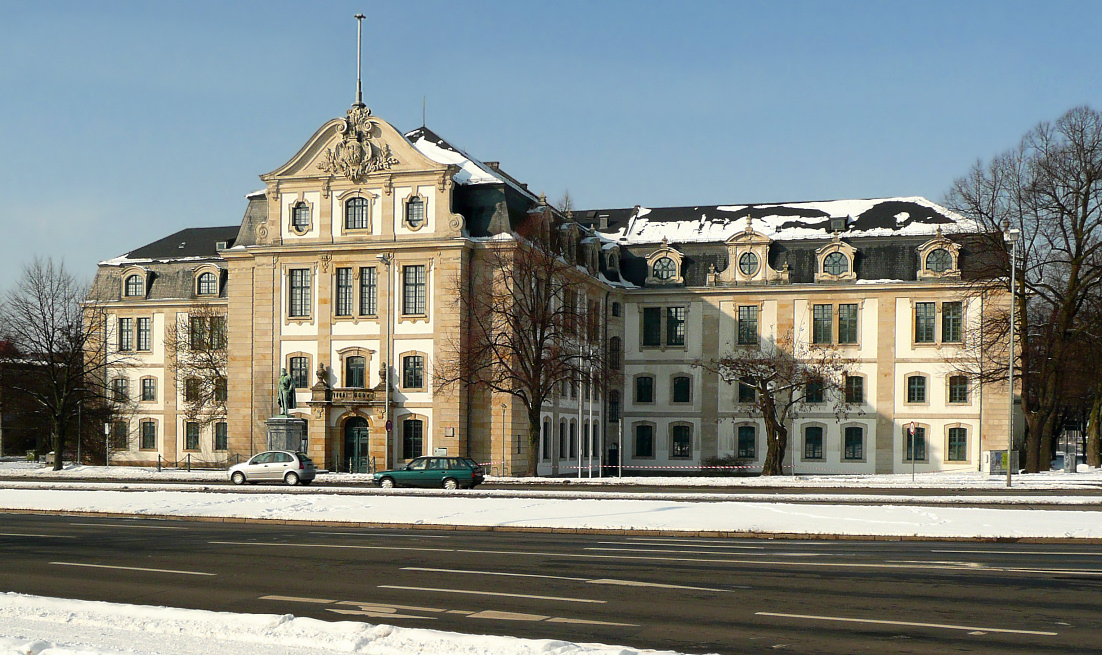
Hauptsitz des Niedersächsischen Landesarchivs in der Calenberger Neustadt

Die eigentliche Calenberger Neustadt (anhörenⓘ) befindet sich im Bereich zwischen Leine, Lavesallee, Humboldt- und Goethestraße. Die erste Stadterweiterung Hannovers entstand in der zweiten Hälfte des 17. Jahrhunderts und wurde nach dem Calenberger Land benannt. An ihrer Stelle hatte zuvor die Burg Lauenrode gelegen. Nach einem Brand der Siedlung im 15. Jahrhundert wurde sie bis zur Mitte des 17. Jahrhunderts wieder aufgebaut. Nachdem Hannover 1636 Residenzstadt geworden war, wurde die Calenberger Neustadt in den Befestigungsring der Stadtbefestigung Hannover einbezogen. Auch bekamen Behörden und Garnisonseinrichtungen dort ihren Standort. 1689 hatte die Calenberger Neustadt rund 3.000 Einwohner und wurde 1709 zur Kleinen Stadt erklärt. 1824 erfolgte die Vereinigung mit Hannover.
Im Stadtteil liegen die Neustädter Kirche, der Neustädter Markt mit dem Neustädter-Markt-Brunnen, der Neustädter Friedhof, die Basilika St. Clemens und die Reformierte Kirche. Ein Mahnmal erinnert an die von Edwin Oppler entworfene und von 1864 bis 1870 errichtete Neue Synagoge, die im Zug der Novemberpogrome 1938 zerstört wurde (→ Geschichte der Juden in Hannover). Das Niedersächsische Landesarchiv hat seinen Hauptsitz im Stadtteil. In der Calenberger Esplanade befindet sich das Sozialgericht Hannover, in direkter Nachbarschaft das Friederikenstift. Im Stadtteil haben das Landeskirchenamt Hannover und das Haus kirchlicher Dienste der Evangelisch-lutherischen Landeskirche Hannovers ihren Sitz sowie auch das Forschungsinstitut für Philosophie Hannover. In der Nähe des Goetheplatzes befindet sich die Wache 10 (ehemals Feuerwache 1) der hannoverschen Berufsfeuerwehr.
Durch die Luftangriffe auf Hannover im Zweiten Weltkrieg gab es großflächige Zerstörungen. Nach 1945 wurden im Zuge der Neuordnung der Verkehrsachsen unter Stadtbaudirektor Rudolf Hillebrecht einige erhaltene Gebäude des 18. und 19. Jahrhunderts abgebrochen, darunter das Friederikenschlösschen und die Flusswasserkunst. Ein ursprünglich vorhandener zweiter Leinearm wurde zugeschüttet und zerstörte Häuser wurden nicht wieder aufgebaut, um Platz für die mehrspurige Straße Leibnizufer zu schaffen.

### Ohe

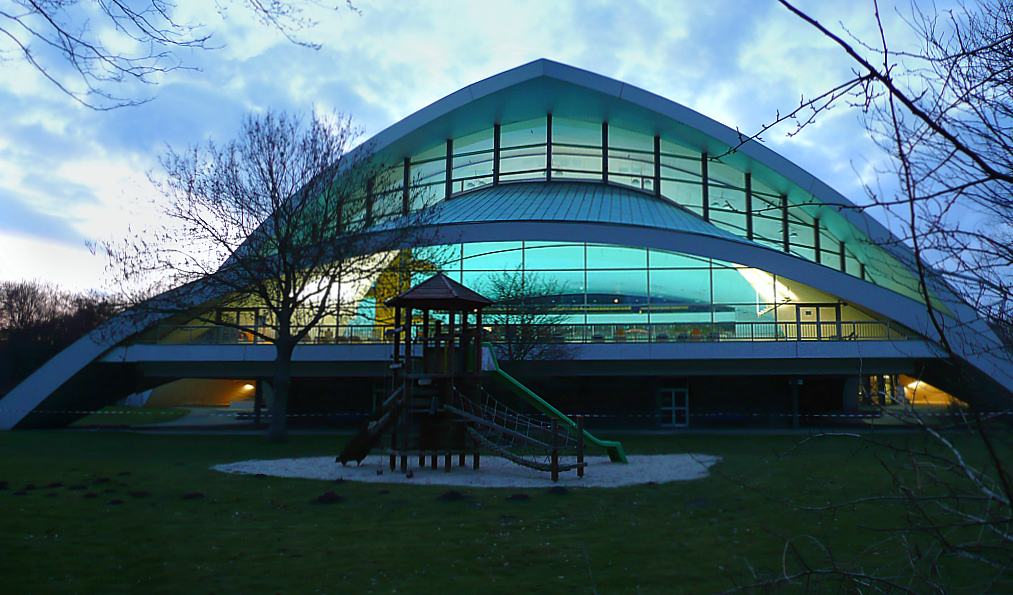
Stadionbad

Die Ohe war der Siedlungsbereich von der Ihmebrücke am Schwarzen Bär südwärts bis zur heutigen Heinz-von-Heiden-Arena. Die Ohe gehörte früher in Teilen zu Linden und erhielt zusammen mit der Glocksee 1829 den Status einer selbständigen Ortschaft. Am 1. Januar 1870 wurde die Vorstadt Glocksee und Ohe nach Hannover eingemeindet.
In der Ohestraße 8/9 richteten die Nationalsozialisten 1941 eines von 15 sogenannten Judenhäusern ein, die der Vorbereitung der Deportation der jüdischen Bevölkerung dienten.
Heute liegen im ehemals bewohnten Bereich Ohe die Berufsbildenden Schulen 2, 3 und 4, die Berufsbildende Schule Metalltechnik-Elektrotechnik (Otto-Brenner-Schule) und die Hannah-Arendt-Schule. Die Ohe erstreckt sich weiter über den Schützenplatz Hannover und den Sportpark. Hier befinden sich die Heinz-vonHeiden-Arena, die Swiss Life Hall, das Stadionbad und der Olympiastützpunkt Niedersachsen. An der Mündung des Schnellen Grabens in die Ihme im Südwesten des Stadtbezirks befindet sich die hannoversche Jugendherberge.

Das Glasmosaik Sport von Eduard Bargheer (heutiger Standort neben dem Südeingang der HDI-Arena) wurde 1962 in den Werkstätten August Wagner gefertigt.

### Glocksee

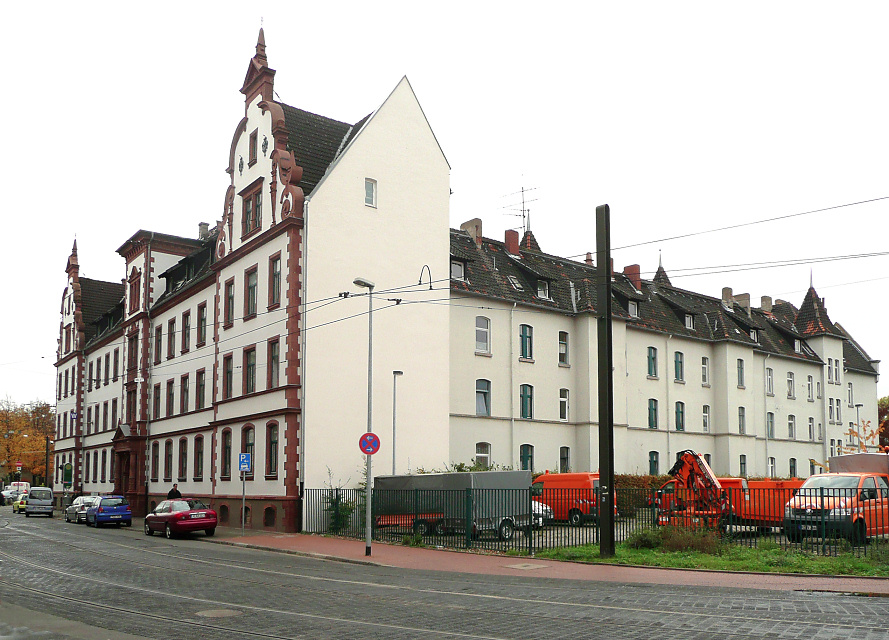
Wohnhäuser der Johann-Jobst Wagener’schen Stiftung

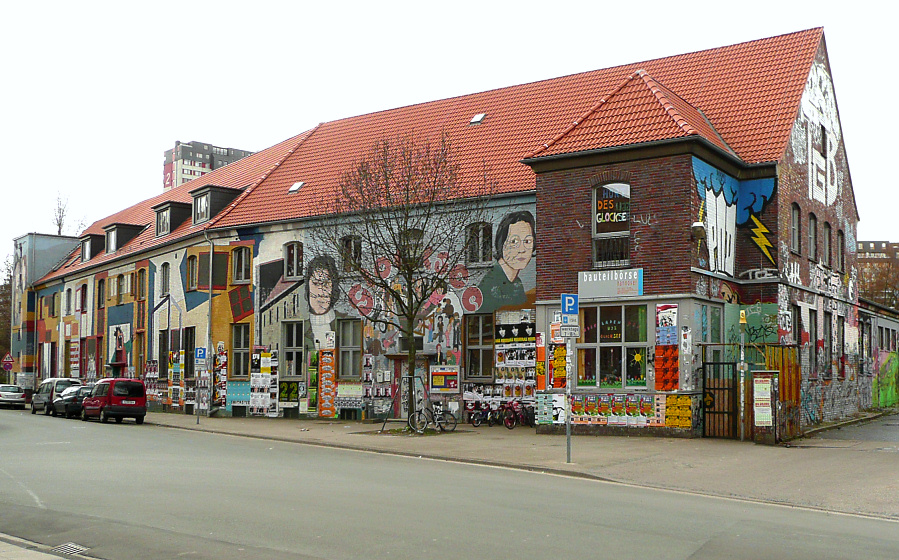
Unabhängiges Jugendzentrum Glocksee

Die Glocksee, ursprünglich Klocse (to Puttenhusen), war der Siedlungsbereich zwischen der alten Stadtbefestigung Hannovers und der Ihme und zog sich von der Ihmebrücke am Schwarzen Bären bis zur Leine im Norden hin. Die bereits um 1700 als Fahrweg vorhandene Glockseestraße diente der Erschließung der hiesigen Gärten. Von den früher zahlreichen repräsentativen Häusern außerhalb der Stadtbefestigung existiert noch die um 1830 nach Plänen von Laves erbaute Villa Rosa.
1829 erhielt die zuvor zu Linden gehörige Glocksee zusammen mit der Ohe den Status einer selbständigen Ortschaft, etwa gleichzeitig begann die Industrieansiedlung beiderseits der Ihme. 1826 wurde ein Gaswerk der Imperial Continental Gas Association, den späteren Stadtwerken Hannover, errichtet; noch heute hat Enercity dort einen Verwaltungssitz. 1870 wurde die Glocksee nach Hannover eingemeindet.
Nachdem der Stadtgraben zugeschüttet worden war, legte man 1870 die Humboldtstraße und die Goethestraße an. Dieser Straßenzug stellte eine Verkehrsanbindung an die repräsentativen Straßen und Plätze der nördlichen und östlichen Stadterweiterungen und an den Bahnhof her. Ab 1877 fuhr hier eine Pferdebahn vom Steintor über die damals einzige Brücke am Schwarzen Bären nach Linden.

Die Lenaustraße, die eigentlich einen weiteren Brückenübergang nach Linden schaffen sollte, entstand 1889 zusammen mit der Braunstraße und dem weiteren Ausbau der Königsworther Straße. In deren Verlängerung entstand 1890 die zweite Brücke nach Linden, die heutige Leinertbrücke am Küchengarten.
Nördlich der Königsworther Straße baute die Straßenbahn 1896 ihren Betriebshof, bis heute befindet sich hier die Hauptwerkstatt der Üstra. Daneben befinden sich die Wohnhäuser der Johann-Jobst Wagener’schen Stiftung.
Nach dem Zweiten Weltkrieg errichtete die Hastra gegenüber dem Schwarzen Bären das Hastra-Hochhaus. Deren Nachfolger Avacon betrieb in der Humboldtstraße bis 2021 das Museum für Energiegeschichte(n).
Im Zuge der Erstellung des Ihme-Zentrums wurde am Ufer der Ihme der größte Teil der verbliebenen Industriebauten nebst teilweise villenartigen Verwaltungsgebäuden abgerissen. Auf dem früheren Industriegelände entstanden öffentliche Grünflächen. Lediglich die Gebäude des ehemaligen Fuhramtes blieben erhalten. Hier entstanden 1972 das Unabhängige Jugendzentrum Glocksee, der Glocksee Bauhaus e. V., der eine Bauteilbörse für gebrauchte Gebäudebauteile betreibt und den Glocksee Waste Award (Upcycling-Wettbewerb) veranstaltet sowie die alternativ-pädagogische Glockseeschule und 1989 das freie Theater an der Glocksee.
Eine nach Ida Arenhold benannte Stahlbeton-Bogenbrücke für Fußgänger und Radfahrer verbindet beide Seiten der Ihme in Höhe der Calenberger Straße. Entlang des Flusses führt ein Fuß- und Radweg von der Mündung in die Leine im Norden bis zu den Naherholungsflächen an den Kiesteichen von Ricklingen im Süden.

### Königsworth

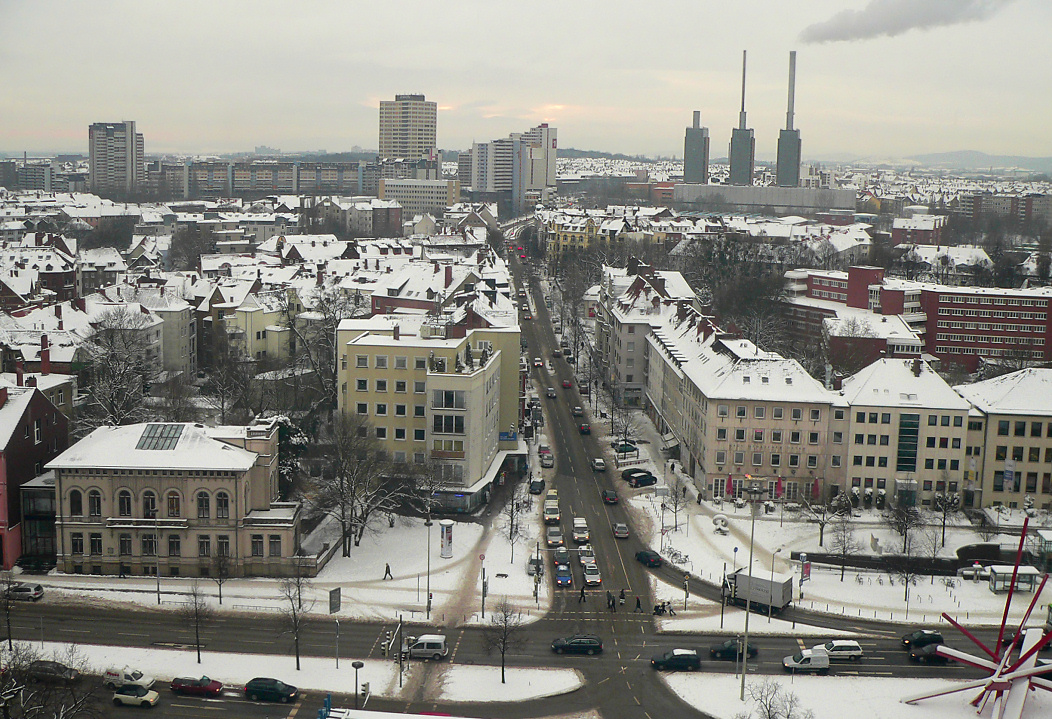
Blick über den Königsworther Platz in Richtung Linden und Ihme-Zentrum, vorne links Villa Simon

Der ehemalige Vorort Königsworth (später auch Färber- oder Gerberviertel genannt) bestand aus einer schon im 18. Jahrhundert vorhandenen Ansammlung von Gartenhäusern vor dem Clevertor zwischen Leine und Brühlstraße. Von den alten Wegführungen zwischen den Häusern der sogenannten Gartenkosaken sind die Andertensche Wiese, die Dreyer-, Gerber- und Fischerstraße erhalten. Der Königsworther Platz wurde nach dem Viertel benannt. Königsworth wurde 1829 zur selbständigen Ortschaft erhoben, die 1859 nach Hannover eingemeindet wurde. Die Aufsiedelung, zuerst mit vereinzelten Villen (z. B. Villa Simon) und Gewerbebetrieben, dann mit mehrgeschossigen Wohnbauten, hat die ursprüngliche Gartenhausbebauung ersetzt. Das letzte Gartenhaus wurde Anfang der 1980er Jahre abgerissen.

## Oststadt
Die Oststadt schließt sich nordöstlich an den Stadtteil Mitte an. Sie wird umgrenzt von der Hamburger Allee, Celler Straße und Wedekindstraße sowie im Osten der Eilenriede. Sie ist der bevölkerungsreichste Stadtteil des Stadtbezirks Mitte.

### Entstehungsgeschichte

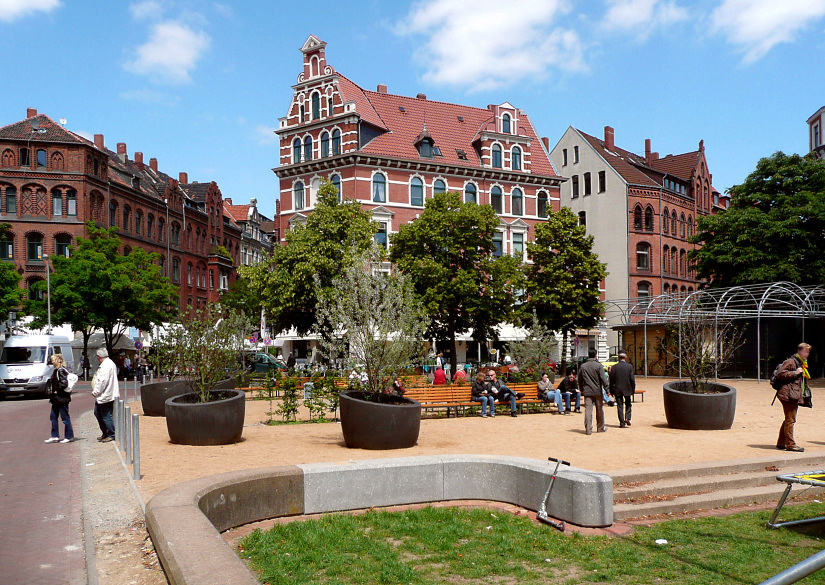
Weißekreuzplatz

Die heutige Oststadt bestand ursprünglich aus den vor den Toren der Stadt Hannover gelegenen Fluren Fernrode, Bütersworth und Ostwende. Diese Flurnamen leben in der Bezeichnung von Straßen des Stadtteils und den Grundbuchbezeichnungen der in der Oststadt gelegenen Grundstücke weiter. Bis zur Hälfte des 19. Jahrhunderts bestand dieses Gebiet aus Gartenland mit einzelnen Höfen und kleinen Gartenhäusern.:158 Die Gebäude aus dieser Zeit standen an willkürlich angelegten Straßen und sind heute bis auf wenige Ausnahmen verschwunden. Das älteste erhaltene Wohnhaus der Oststadt, ein klassizistischer Fachwerkhof, steht an der Lärchenstraße Nr. 4.:165 Ein Überbleibsel ist das Haus Ostwender Str. 2. Bewohnt wurde das Gebiet von Tagelöhnern und Gärtnern, die das gepachtete Land bewirtschafteten. Eine zügige städtebauliche Entwicklung begann erst mit der Eingemeindung nach Hannover im Jahr 1859, eingeleitet durch den Bau der Eisenbahn (ab 1843). Die bauliche Verdichtung im ausgehenden 19. und beginnenden 20. Jahrhundert lief dann in drei Stufen ab.:158
Bis 1875 baute man im Wesentlichen entlang der Hauptstraßen Celler Straße, Lister Meile und in dem von Laves geplanten Raster zwischen dem Schiffgraben und der Heinrichstraße. In den 1870er Jahren realisierte Heinrich Köhler eine eindrucksvolle Villengruppe nördlich des 1861 zugeschütteten Schiffgrabens. Die mit Sandsteinelementen gegliederten Putzbauten prägt ein üppiger Ornament- und Figurenschmuck. Weitere Villen entstanden an der Südseite des Schiffgrabens und am Emmichplatz. In der Uhlemeyerstraße bezog die Klosterkammer 1877 ihren neuen Sitz.:158-9
In der zweiten Entwicklungsstufe bis 1890 kamen viele Wohnhäuser für niedere und mittlere Einkommensschichten hinzu. Die Alte Celler Heerstraße / Lister Meile erhielt ihre Funktion als Haupterschließungsstraße zurück, weil die ab 1878 höhergelegte Bahntrasse kein Hindernis mehr darstellte. Zahlreiche Handwerksbetriebe und Geschäfte siedelten sich hier an. In dieser Zeit bildete sich auch der Weißekreuzplatz heraus, in den sechs Straßenzüge übergehen oder ihn tangential berühren. Die sehr auf Außenwirkung bedachten, dreieinhalb- bis viereinhalbstöckigen Mietshäuser zum Platz sind mit Putzdekor im Stile der Renaissance oder des Klassizismus verziert. In den Seitenstraßen finden sich schlichtere Backsteinbauten nach Art der Hannoverschen Schule. Für das gehobene Bürgertum errichtete man Häuser im Bereich rund um die südliche Bödeker- und Hohenzollernstraße. Kriegsbedingt sind hier oft nur einzelne Bauten der früheren Wohngruppen erhalten geblieben. Abgeschlossen wurde diese Entwicklungsstufe mit dem Bau der Volksschule Friesenstraße und den zwei neugotischen Backsteinkirchen: der Apostelkirche (Architekt Conrad Wilhelm Hase) und der Dreifaltigkeitskirche (Architekt Christoph Hehl).:159-62

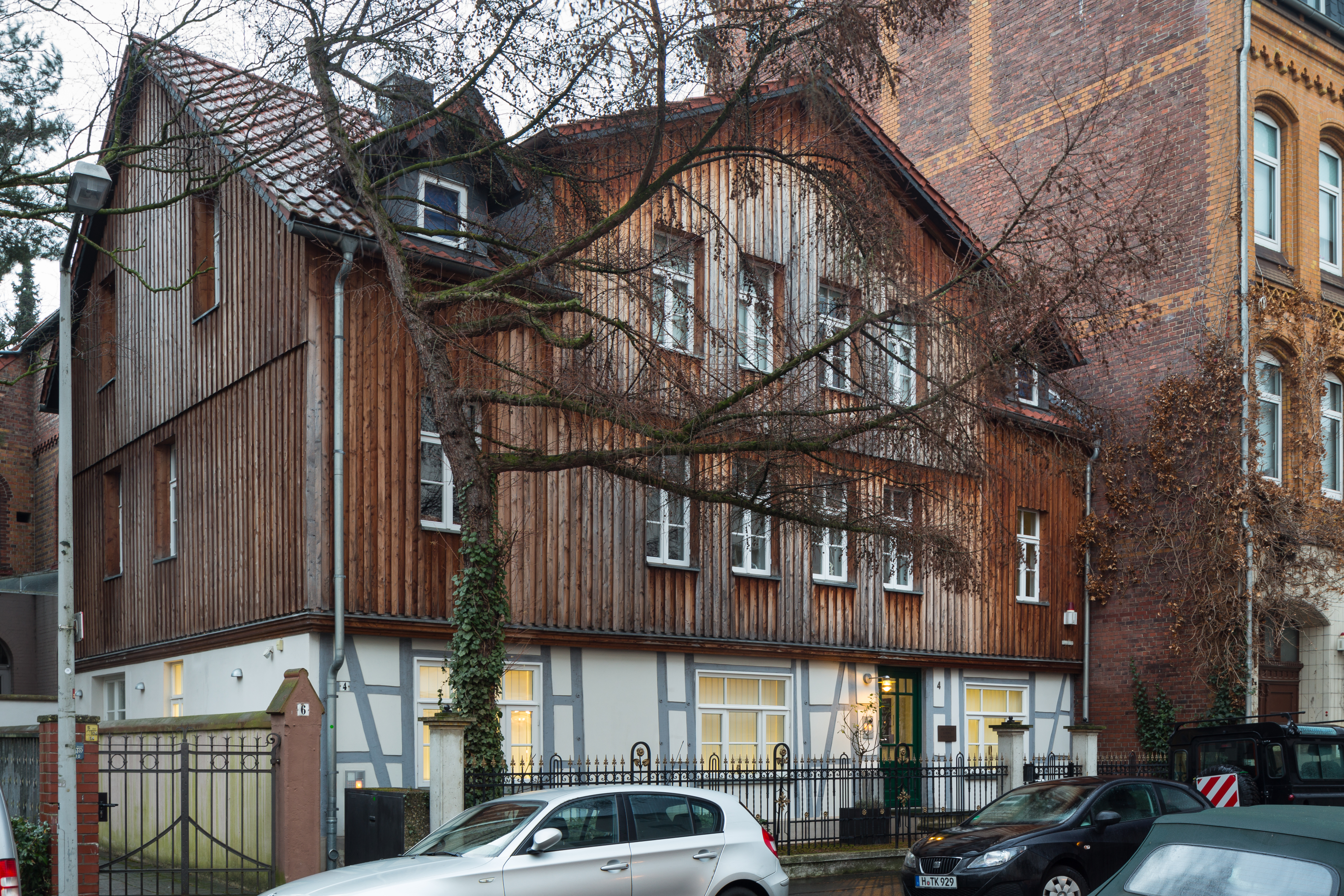
Ältestes Haus Lärchenstraße Nr. 4
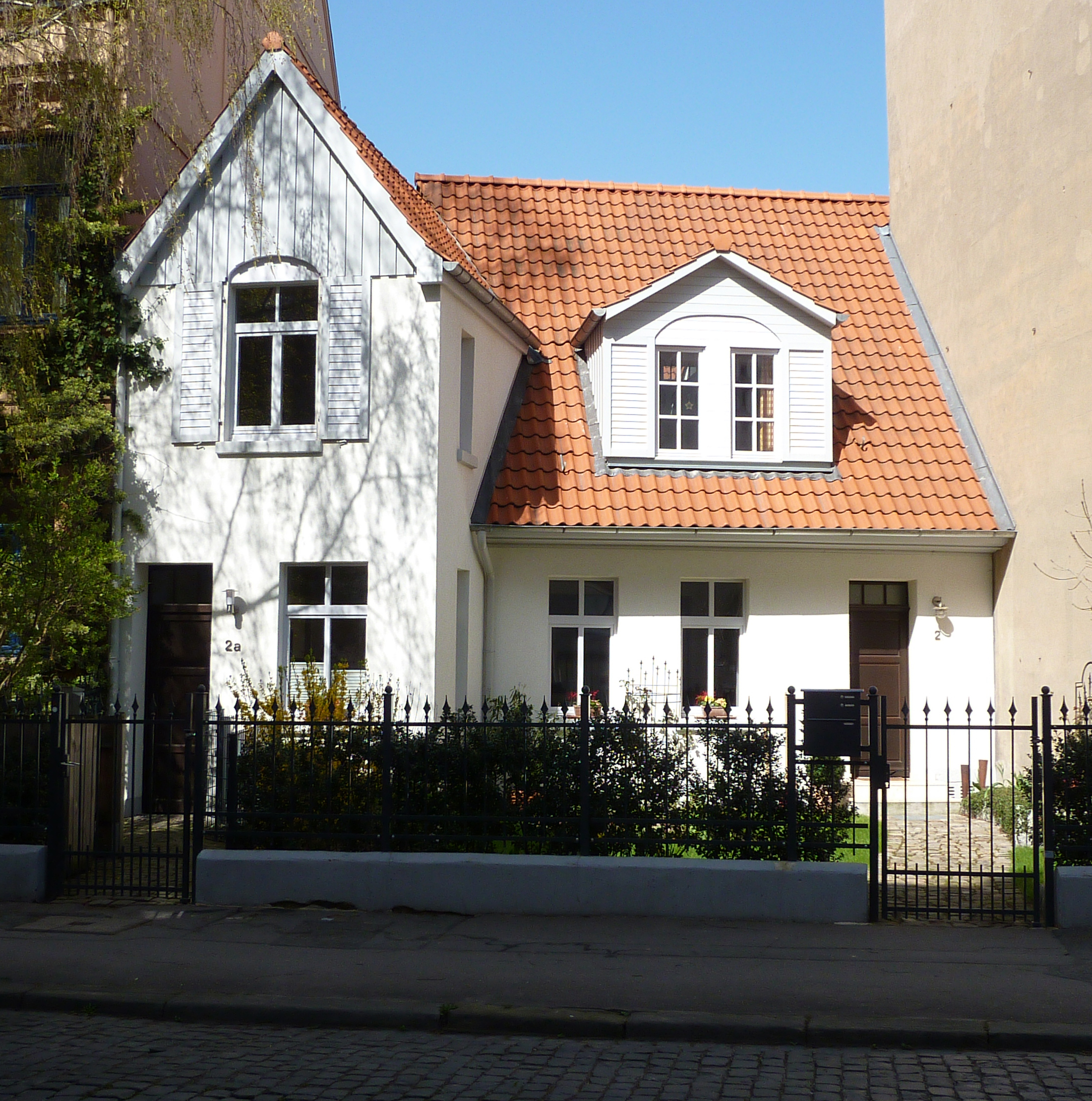
Ostwender Str. 2 Überbleibsel aus der Zeit vor dem Bauboom Ende des 19. Jh.
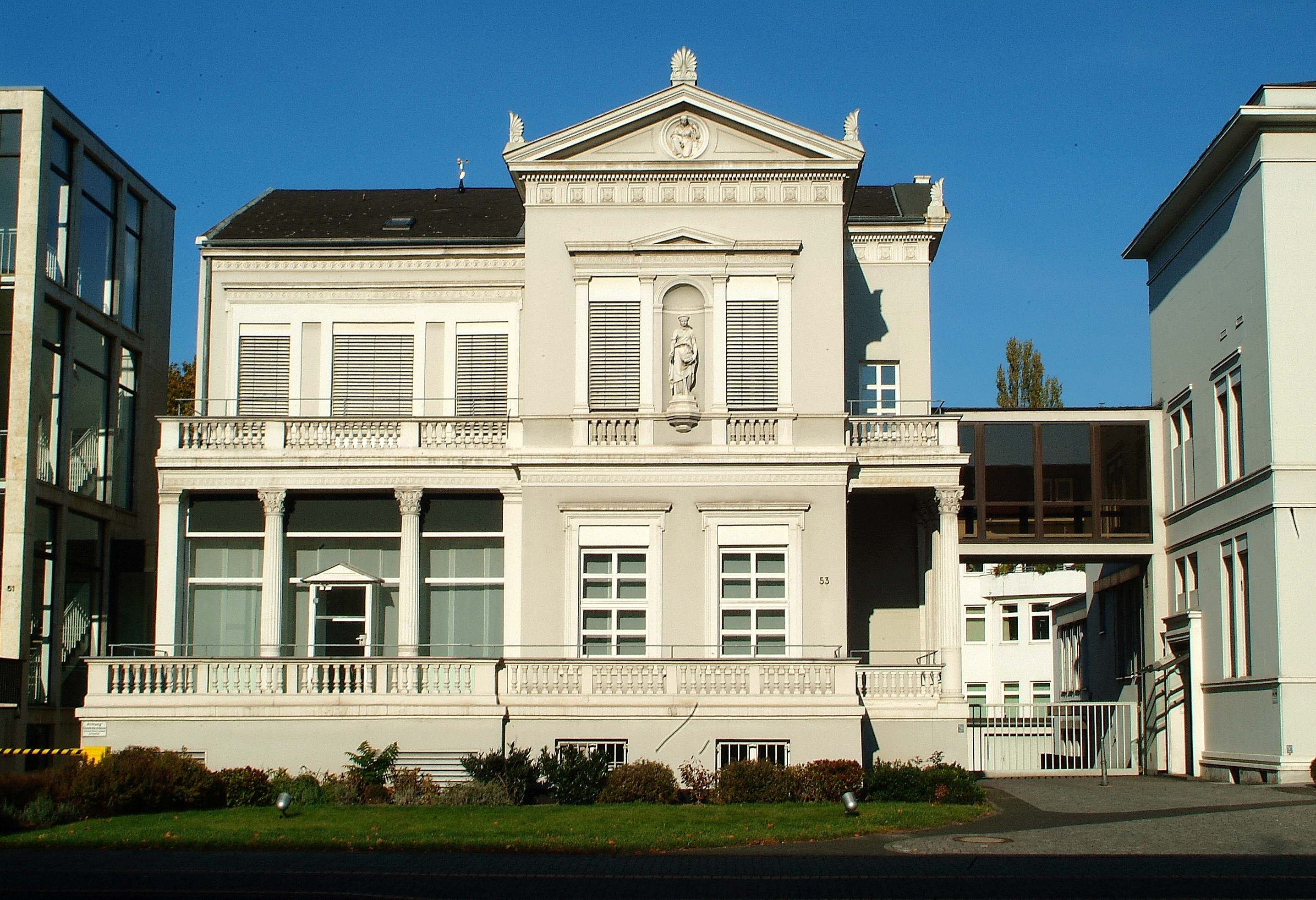
Villa am Schiffgraben (Architekt H. Köhler)
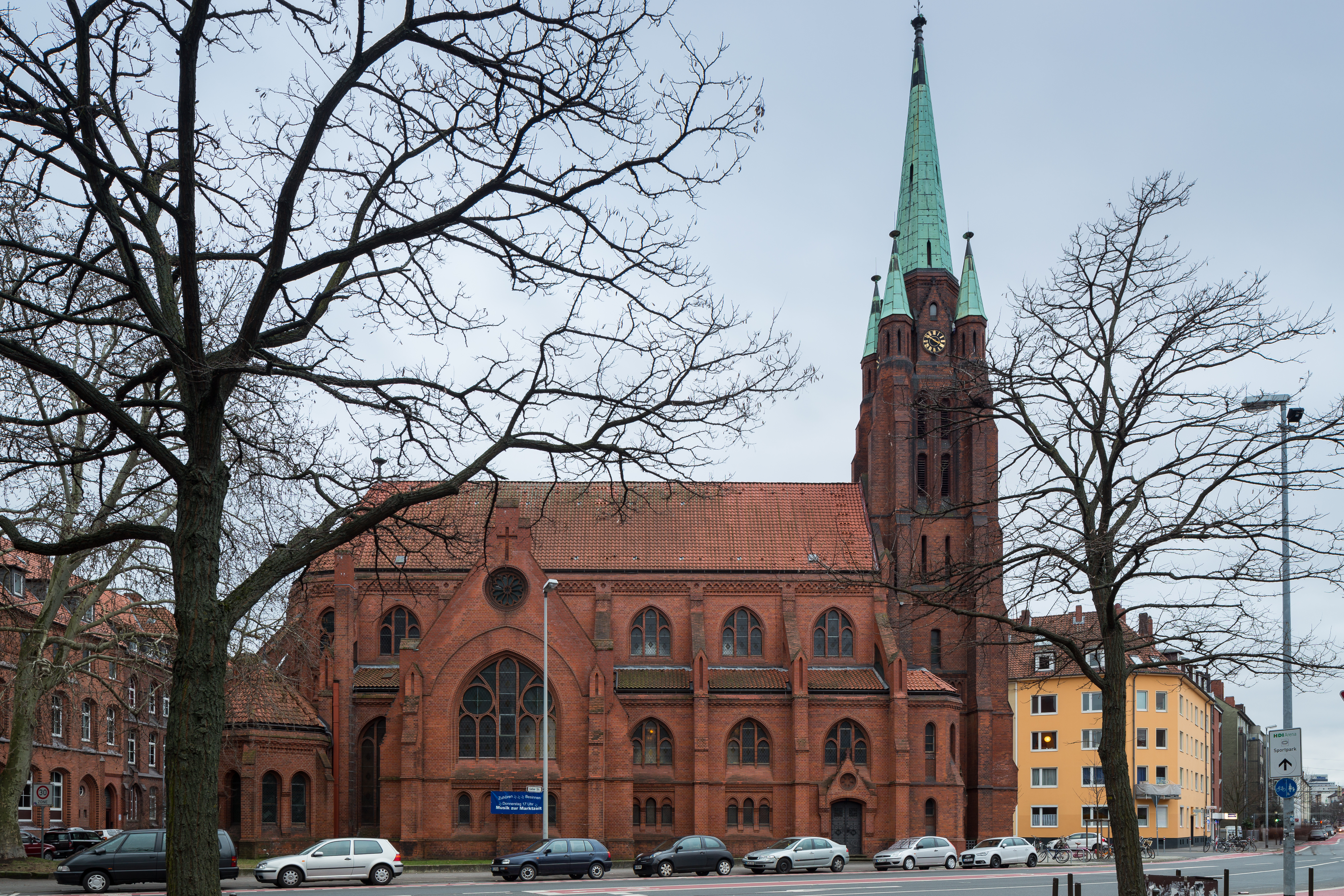
Apostelkirche (Architekt C. W. Hase)
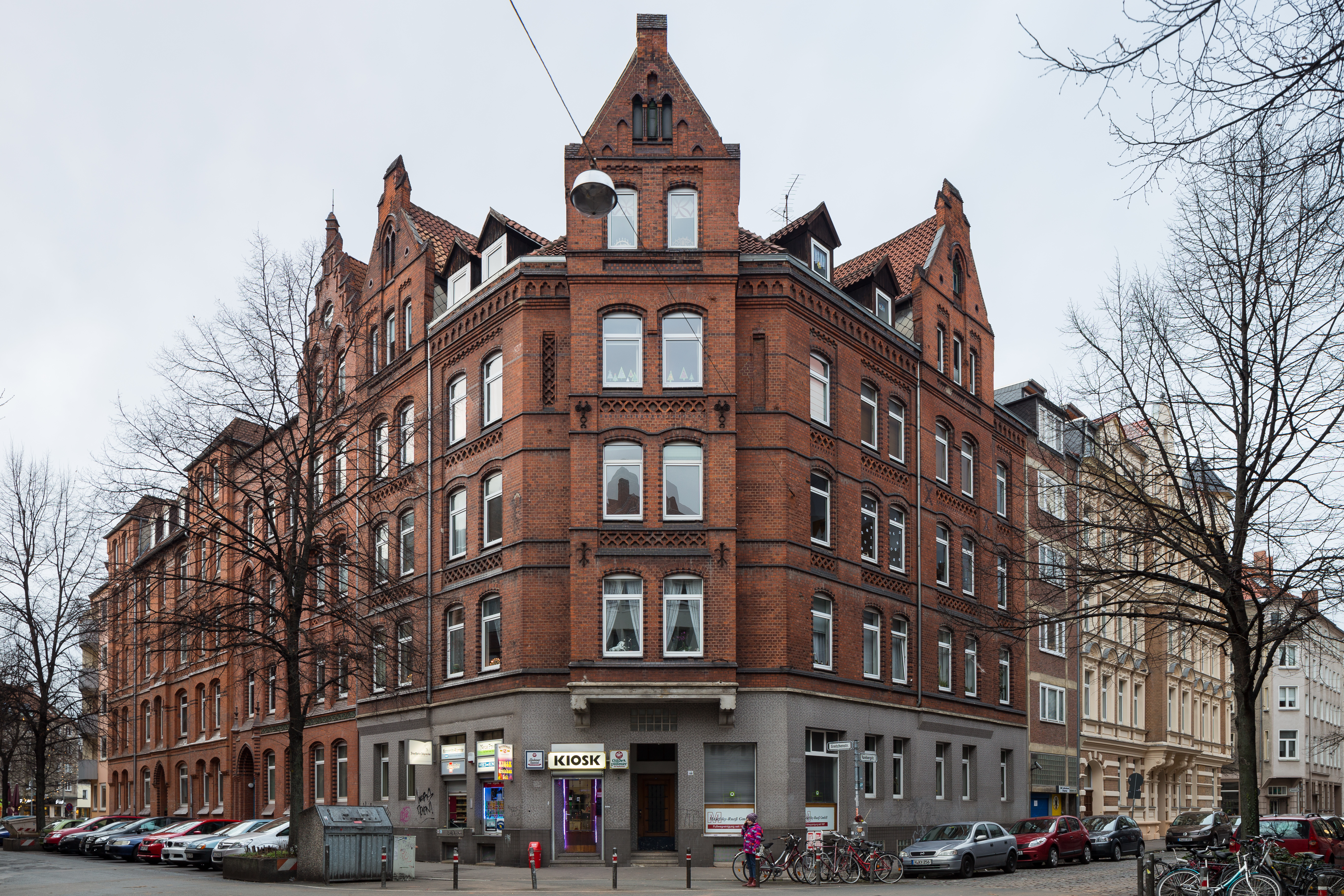
Mietshaus an der Rambergstraße im Stile der Hannoverschen Schule

Zu reger Bautätigkeit führte 1891 die Eingemeindung des Dorfes List nach Hannover. Aus den zwischen der List und dem Stadtzentrum von Hannover nahe der Eilenriede gelegenen und bereits teilweise bebauten Fluren Fernrode, Bütersworth und Ostwende entstand die Oststadt. In gut zehn Jahren vor 1900 wurden wichtige Straßen angelegt oder erweitert: die Hohenzollernstraße (1888), die nördliche Bödekerstraße und die Wedekindstraße (1894). Dazu kamen neue Nebenstraßen (Yorckstraße, Bütersworthstraße, Seumestraße). Die Bödekerstraße säumen einheitlich vier- bis viereinhalbgeschossige Mietshäuser mit breiten Bürgersteigen und üppigen Vorgärten, was der Straße etwas Boulevardhaftes verleiht. Die Fassaden kennzeichnet oft eine prachtvolle Gliederung mit Balkonen und Vorbauten, Fensterverdachungen und renaissancistischen Putzelementen. Um den Wedekindplatz werden die Häuser schlichter und beziehen sich so mehr auf die älteren Gebäude an der Lister Meile.:162-65 Die ursprüngliche Bebauung wurde in diesem Zuge fast vollständig abgerissen und ersetzt.
Im Zweiten Weltkrieg durch die Luftangriffe auf Hannover stark zerstört, ist der westliche Teil der Oststadt durch Mietshäuser aus den 1950er Jahren geprägt. Auch im Osten des Stadtteils füllen Nachkriegsbauten die Lücken, die durch Bombardierungen entstanden waren.

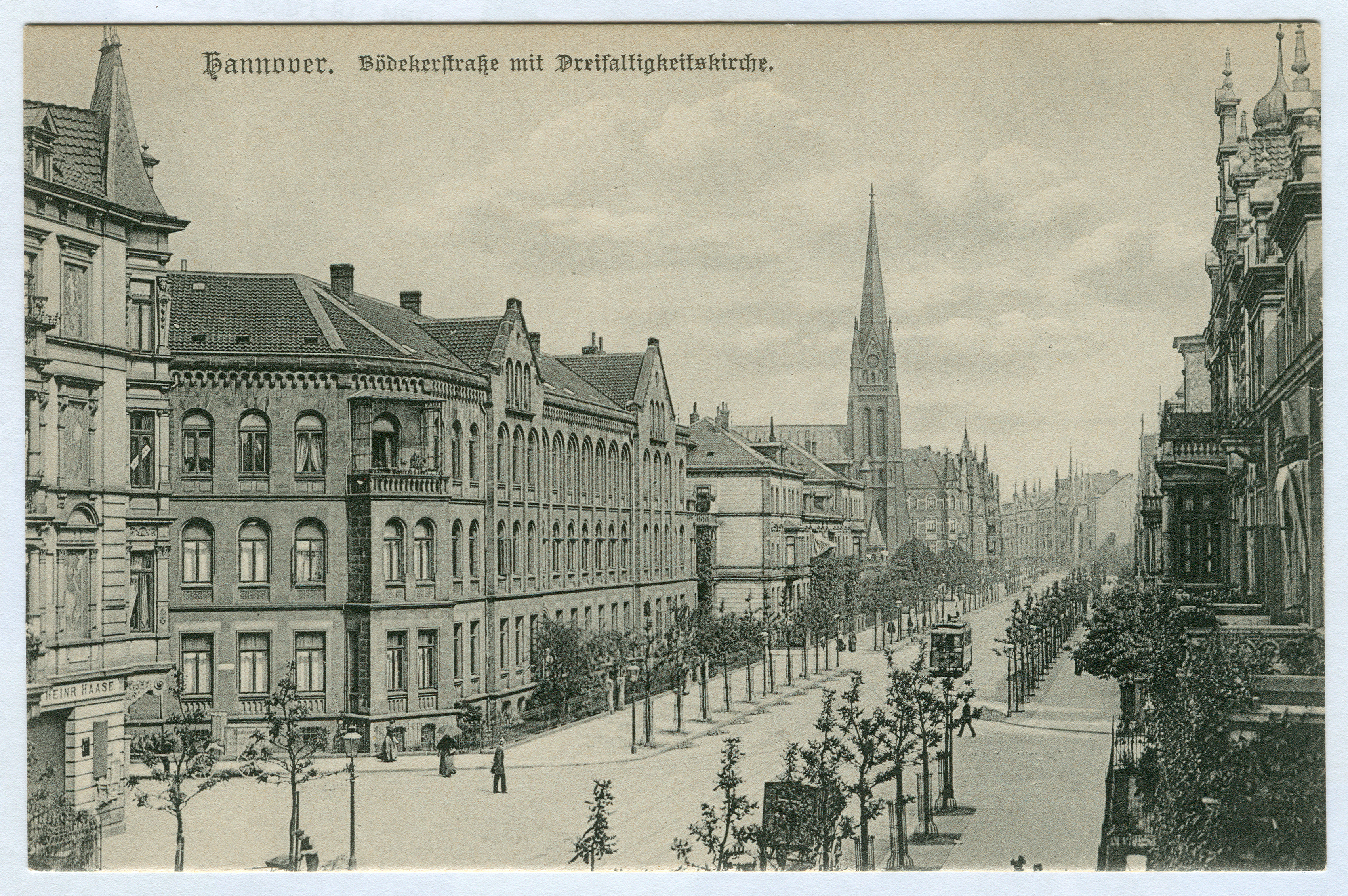
Historische Ansicht der Bödekerstraße, um 1898
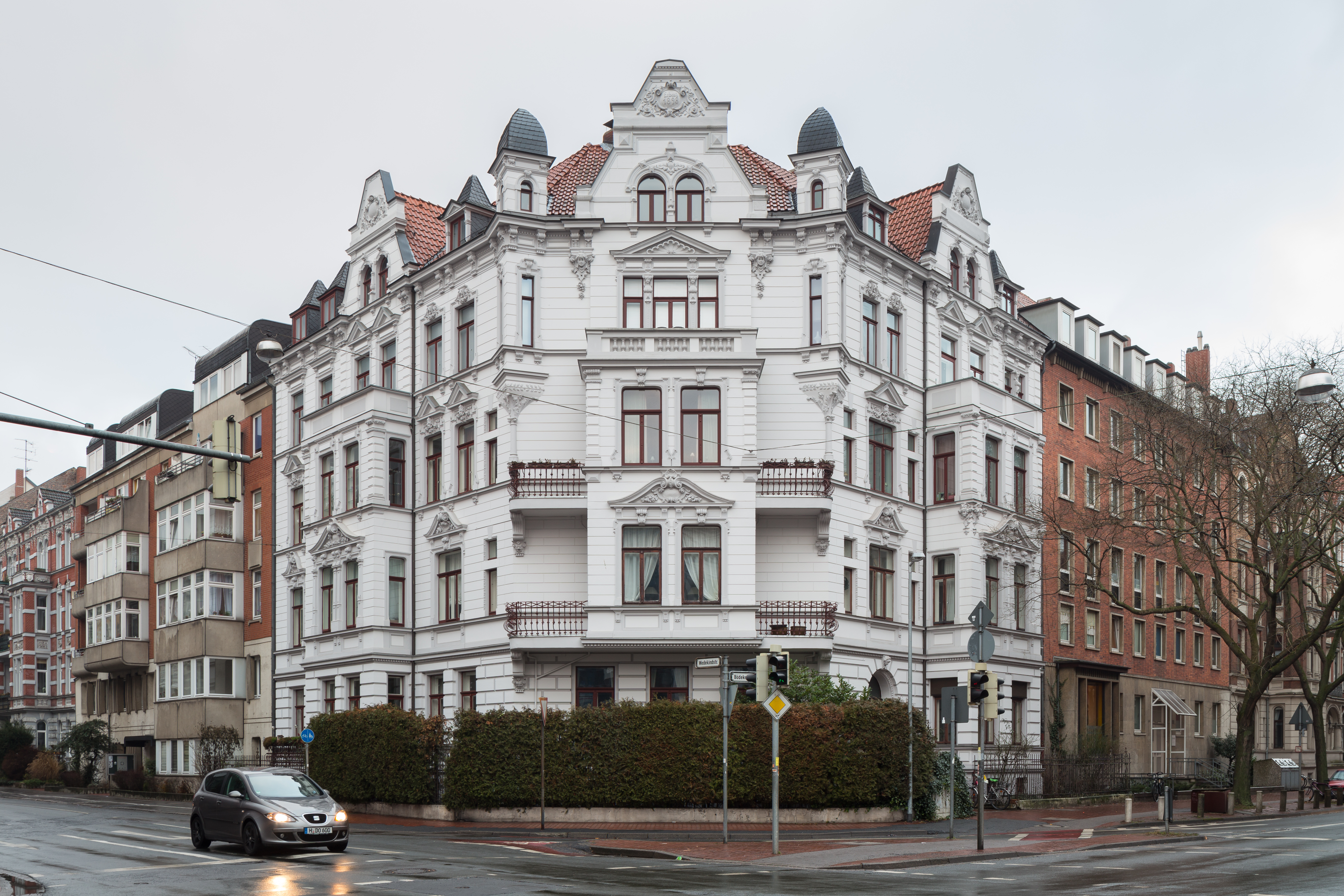
Anspruchsvolle Wohnbebauung an der Bödekerstraße und Wedekindstraße
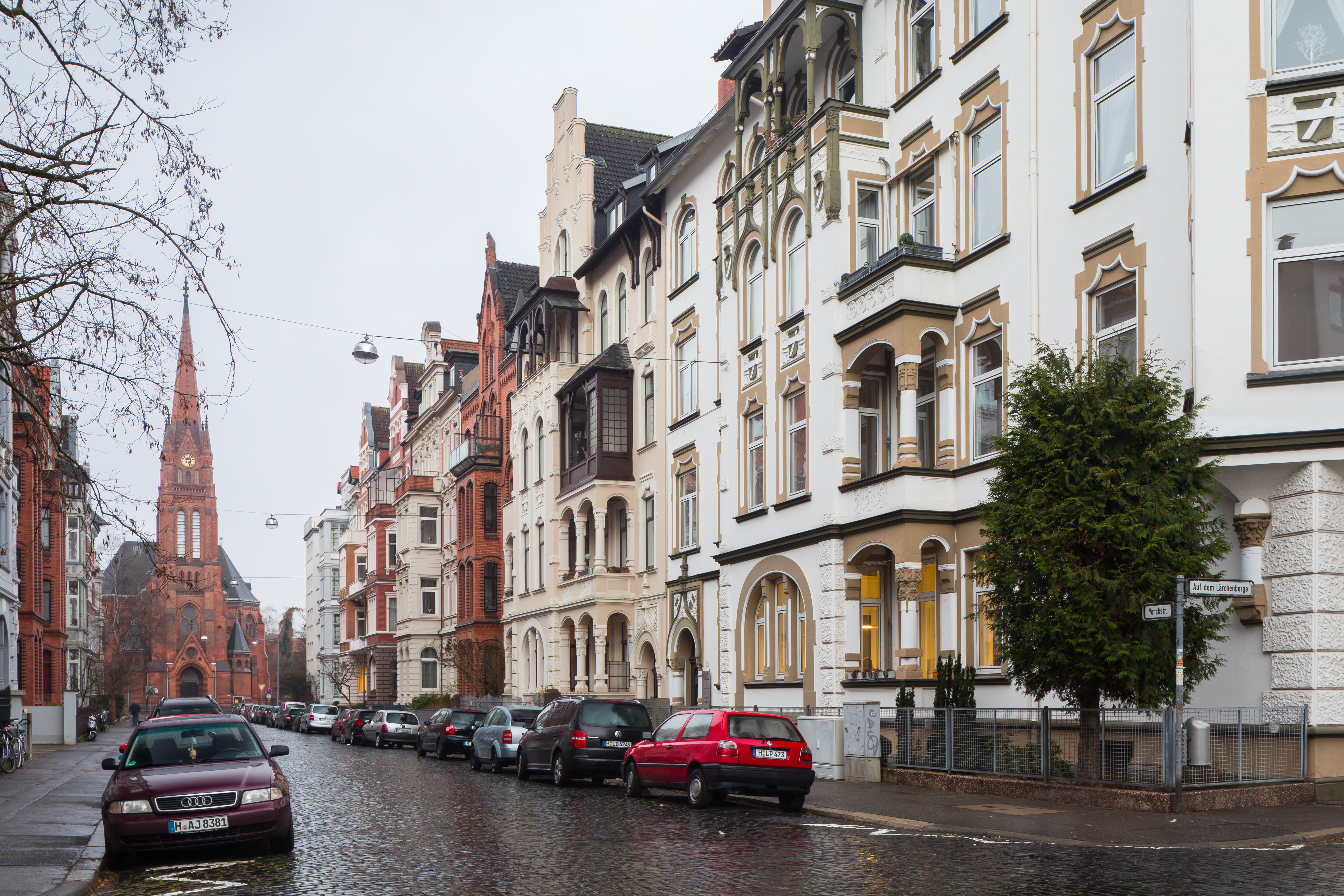
Yorckstraße, dahinter die Dreifaltigkeitskirche (Architekt Christoph Hehl)
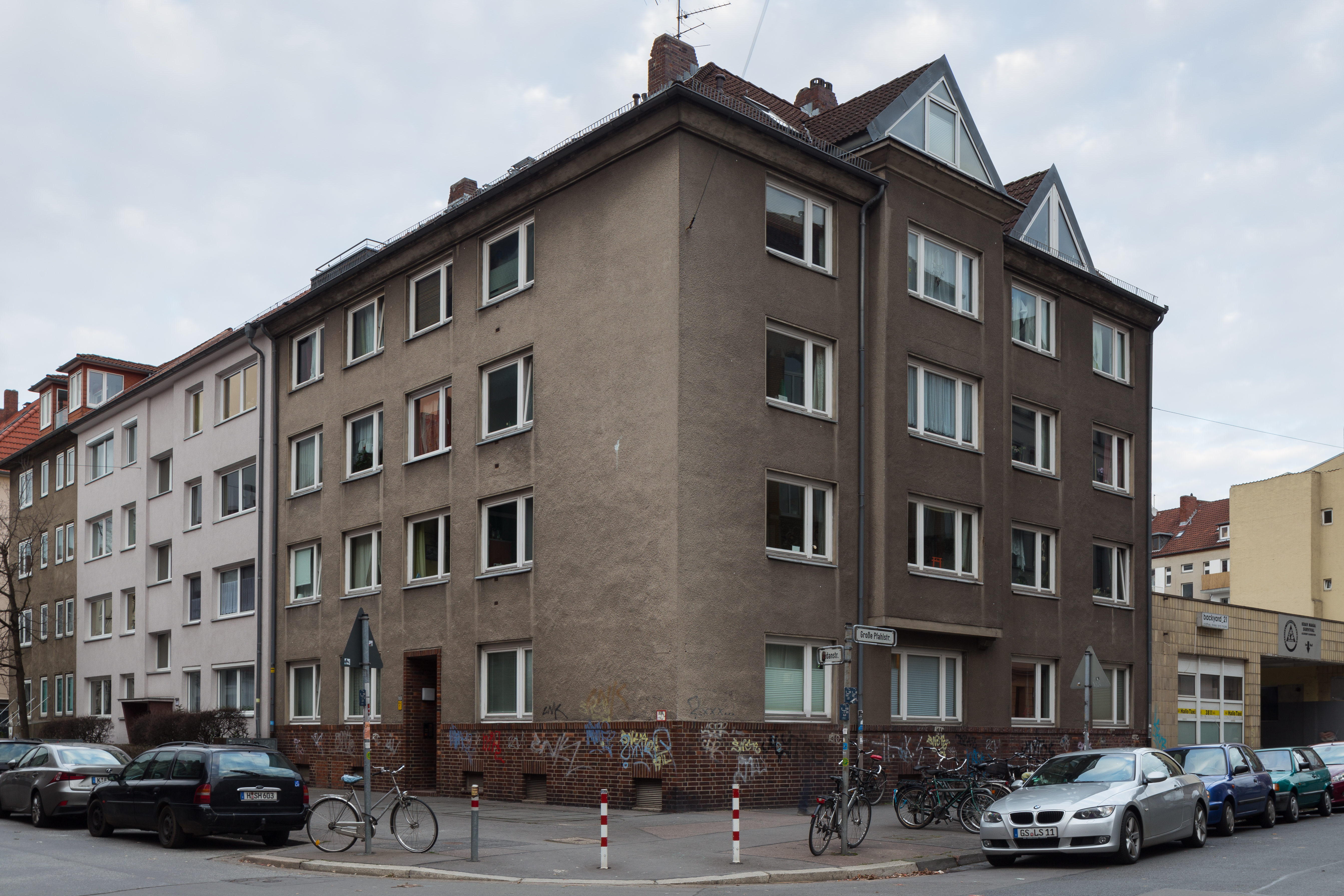
Nach Kriegszerstörungen entstandene Mietshäuser
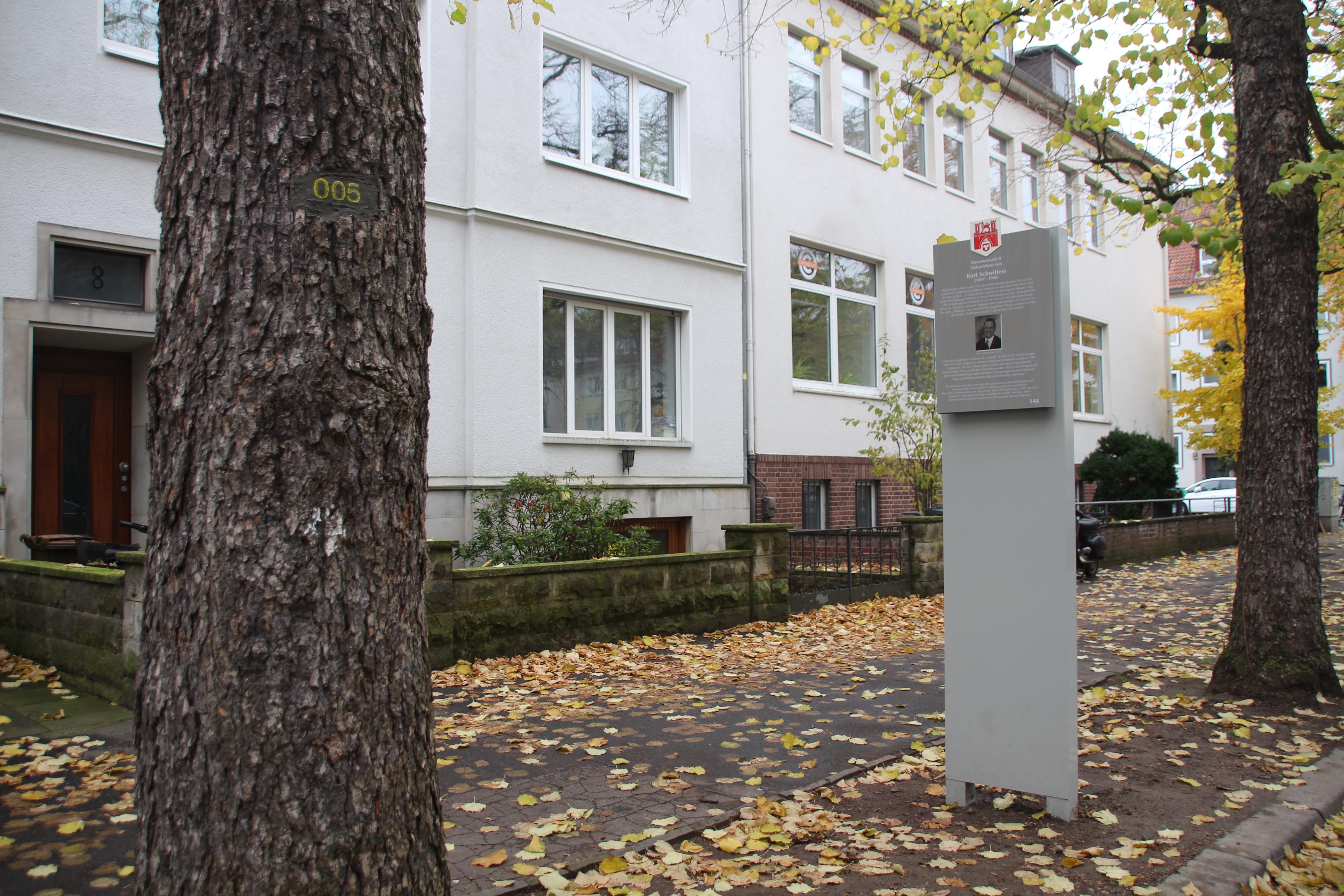
Stadttafel für Kurt Schwitters in der Rumannstraße

### Aktuelle Situation

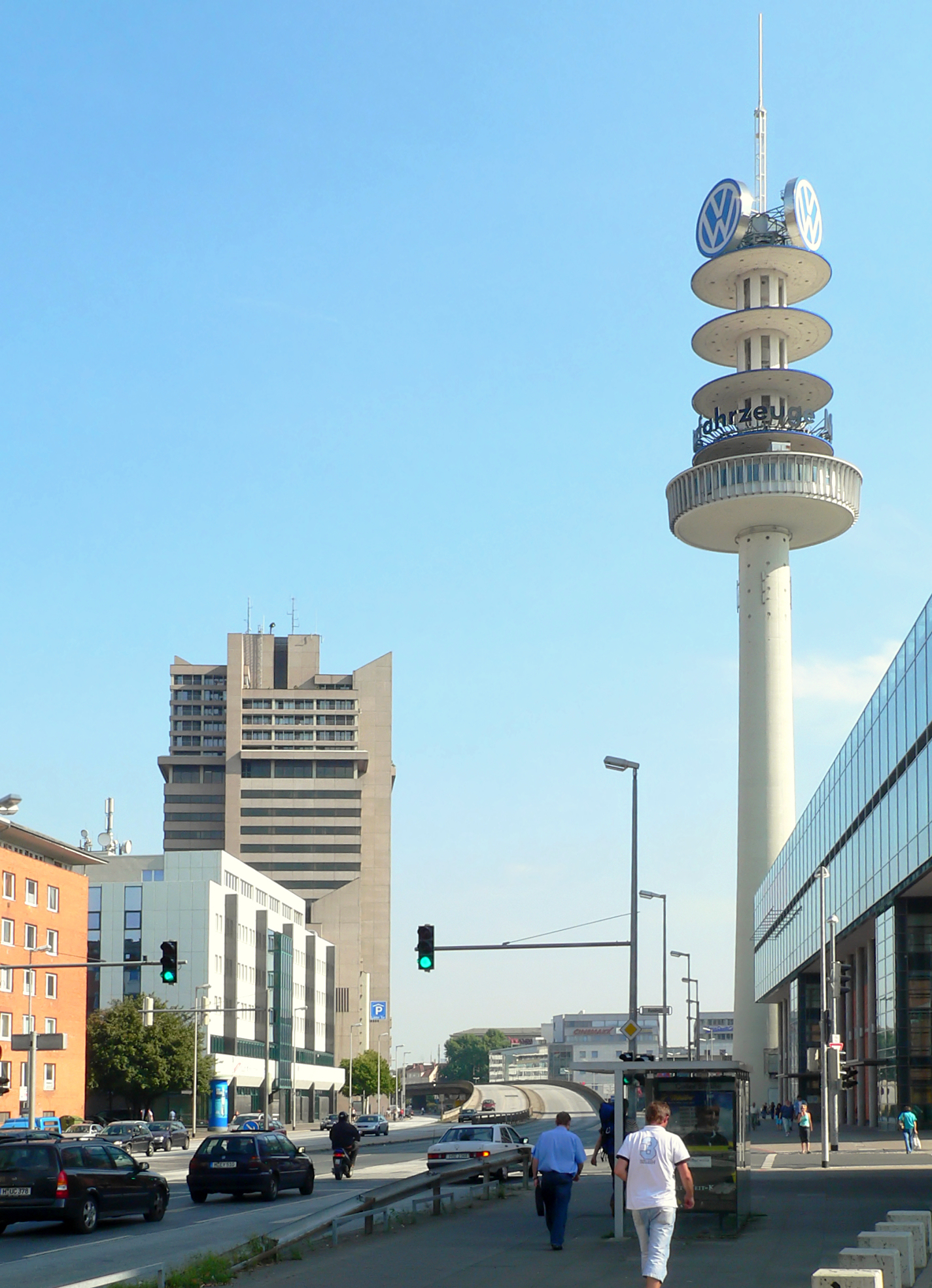
Raschplatz-Hochstraße mit Bredero-Hochhaus und VW-Tower

Prägend für die Oststadt ist die Lister Meile, eine teilweise als Fußgängerzone ausgestaltete Straße, die vom Hauptbahnhof zum Lister Platz führt. An der Kreuzung von Lister Meile und Hamburger Allee steht das 91 Meter hohe Bredero-Hochhaus. Gegenüber befindet sich das Kulturzentrum Pavillon. Neben einem Veranstaltungsraum für Konzerte gibt es hier eine Stadtteilbibliothek, die Theaterwerkstatt, Räume für Workshops und Volkshochschulkurse sowie das Café Mezzo. Nördlich des Pavillons befindet sich der Weißekreuzplatz. Der Gorlebenstein auf dem Platz erinnert an den Gorleben-Treck. Die 1,08 km lange Bödekerstraße als eine der verkehrsreichsten Straßen der Oststadt verbindet den Stadtteil mit der List.
Die denkmalgeschützte Villa Seligmann des früheren Direktors der Continental AG Siegmund Seligmann am Rande der Eilenriede beherbergte bis Anfang 2008 die Musikschule der Stadt Hannover. Nach umfangreicher Renovierung des Gebäudes ist es nun Sitz des Europäischen Zentrums für jüdische Musik.
Die Rockmusikstiftung erwarb 1999 den ehemaligen Luftschutzbunker in der Friesenstraße und baute dort Übungsräume für Musikgruppen aus. In der Nähe befindet sich die Johanna-Friesen-Schule, eine Grundschule mit Turnhalle.
Regelmäßige Veranstaltungen sind Straßenfeste, der Weihnachtsmarkt auf der Lister Meile sowie das Weltbeat-Festival Masala im Pavillon. Jeden Donnerstagnachmittag findet auf der Lister Meile zwischen Sedanstraße und Wedekindstraße ein Wochenmarkt statt.

## Zoo

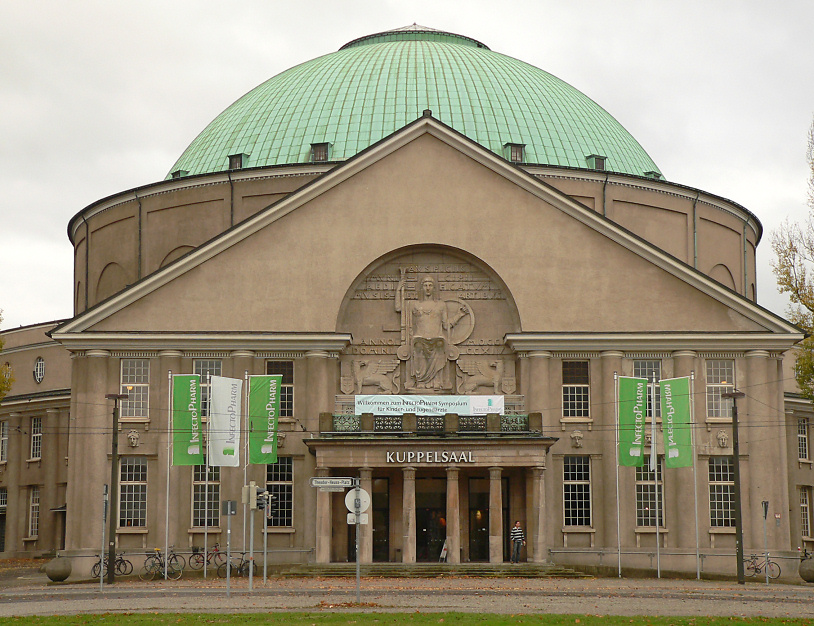
Kuppelsaal des HCC

Im Stadtteil Zoo (auch Zooviertel, seltener Hindenburgviertel genannt) liegt der namensgebende Zoo Hannover. Hier befinden sich das Hannover Congress Centrum und der Stadtpark, welcher auf dem Gelände der ersten Bundesgartenschau von 1951 entstand. Der gesamte nördliche Teil der Eilenriede gehört zum Stadtteil. Daher liegt auch der Lister Turm im Stadtteil Zoo und nicht in der List. Die Hochschule für Musik, Theater und Medien hat ihren Hauptsitz am Neuen Haus.
Im Stadtteil gibt es zwei Gymnasien, die Sophienschule und das Kaiser-Wilhelm- und Ratsgymnasium. An der Gellertstraße liegt die neuromanische Kirche St. Elisabeth. Das frühere Jüdische Krankenhaus Hannover befand sich ebenfalls im Stadtteil.
Der spätere Reichspräsident Paul von Hindenburg lebte von 1919 bis 1925 im Stadtteil Zoo, woraus sich die Bezeichnung Hindenburgviertel ableitete. Die Stadt Hannover hatte Hindenburg zum Ehrenbürger ernannt und ihm eine Villa geschenkt. Die Hindenburgvilla ist heute Sitz der Fritz-Behrens-Stiftung. Die 1916 nach Hindenburg benannte Straße wurde 2023  in Loebensteinstraße umbenannt.
Das Zooviertel gilt als bevorzugte Wohnlage mit einer gehobenen Altbausubstanz mit überdurchschnittlichen Mieten und Immobilienpreisen.

## Bezirksrat
Der Bezirksrat dieses Stadtbezirks hat 19 hierfür gewählte Mitglieder und tagt etwa elfmal im Jahr. Die Termine und die vorgesehenen Beratungspunkte der für die Öffentlichkeit zugänglichen Sitzungen sind neben der Bekanntgabe in den Tageszeitungen auch unter Hannover.de zu finden. Die Sitzverteilung, die Mitglieder des Stadtbezirksrates und ihre Erreichbarkeit sind auf der Website Hannover.de dargestellt.
Die Stadt Hannover hat in ihrer Hauptsatzung von der Möglichkeit des Niedersächsischen Kommunalverfassungsgesetzes Gebrauch gemacht, dass die Mitglieder des Rates, deren Wahlbereich ganz oder teilweise im jeweiligen Stadtbezirk liegt oder die dort wohnen, dem Stadtbezirksrat mit beratender Stimme angehören.
In seiner konstituierenden Sitzung am 18. November 2021 wählte der für eine Wahlperiode von fünf Jahren gewählte Bezirksrat Jannik Schnare (Grüne) zum Bezirksbürgermeister und Gunda Pollok-Jabbi (SPD) zur Stellvertreterin. Diese Oststädterin soll nach parteiinternen Absprachen diese Aufgabe zweieinhalb Jahre ausüben. Als ihr Nachfolger soll dann von der SPD für den Rest der fünfjährigen Wahlperiode Ali Ramin Ahmadi (SPD) vorgeschlagen werden. Er gehört der SPD-Gliederung Stadtmitte an.
Wahl 2021
Bei der Kommunalwahl vom 12. September 2021 verdrängte Bündnis 90/Die Grünen die SPD als stärkste Partei und erhielt 7 Sitze, die SPD nur noch 4 Sitze. Die CDU bekam 4 Sitze und die FDP zwei. Die Linke und Die PARTEI erreichten einen Sitz. Von den 19 gewählten Mitgliedern des Bezirksrates sind acht Frauen (SPD zwei, CDU zwei, Grüne vier).
- Linke: 1
- PARTEI: 1
- SPD: 4
- Grüne: 7
- FDP: 2
- CDU: 4

Wahl 2016
Bei der Kommunalwahl vom 11. September 2016 wurde die SPD wieder stärkste Partei mit 28,3 % der Stimmen (5 Sitze), die CDU erreichte 25,3 % (5 Sitze), die Grünen 23,8 % (4 Sitze), die FDP 9,1 % (2 Sitze), die Linke 8,6 % (1 Sitz) und die Piraten 4,2 % (1 Sitz).
- Linke: 1
- PARTEI: 1
- SPD: 5
- Grüne: 4
- Piraten: 1
- FDP: 2
- CDU: 5

## Bevölkerungsentwicklung

Einwohnerentwicklung im Stadtbezirk

| Entwicklung der Bevölkerungszahl seit 2012 | Entwicklung der Bevölkerungszahl seit 2012 | Entwicklung der Bevölkerungszahl seit 2012 | Entwicklung der Bevölkerungszahl seit 2012 | Entwicklung der Bevölkerungszahl seit 2012 | Entwicklung der Bevölkerungszahl seit 2012 |
| ------------------------------------------ | ------------------------------------------ | ------------------------------------------ | ------------------------------------------ | ------------------------------------------ | ------------------------------------------ |
| Jahr                                       | Calenberger Neustadt                       | Mitte                                      | Oststadt                                   | Zoo                                        | Gesamt                                     |
| 2012                                       | 6.496                                      | 9.829                                      | 13.943                                     | 4.465                                      | 34.733                                     |
| 2013                                       | 6.555                                      | 9.975                                      | 13.922                                     | 4.629                                      | 35.081                                     |
| 2014                                       | 6.768                                      | 10.109                                     | 13.922                                     | 4.849                                      | 35.648                                     |
| 2015                                       | 6.744                                      | 10.432                                     | 14.108                                     | 5.070                                      | 36.354                                     |
| 2016                                       | 6.840                                      | 10.921                                     | 14.295                                     | 5.053                                      | 37.109                                     |
| 2017                                       | 6.894                                      | 11.075                                     | 14.266                                     | 5.019                                      | 37.254                                     |
| 2018                                       | 7.021                                      | 10.798                                     | 14.308                                     | 5.066                                      | 37.193                                     |
| 2019                                       | 6.955                                      | 10.601                                     | 14.261                                     | 4.991                                      | 36.808                                     |
| 2020                                       | 7.004                                      | 10.554                                     | 14.135                                     | 4.952                                      | 36.645                                     |
| 2021                                       | 7.378                                      | 10.687                                     | 14.011                                     | 4.922                                      | 36.998                                     |
| 2022                                       | 7.641                                      | 11.412                                     | 14.196                                     | 5.021                                      | 38.270                                     |